# Юма (река)
Юма — река в Кировской области России, левый приток Пижмы (бассейн Волги). Протекает в Свечинском и Котельническом районах.
Устье реки находится в 184 км от устья Пижмы. Длина реки составляет 68 км, площадь водосборного бассейна — 1410 км².
Исток реки у деревни Савиненки в 10 км к северо-востоку от посёлка Свеча. Река течёт на юг, на реке несколько сёл и деревень, крупнейшие из которых Юма, Ежиха и Катни. Впадает в Пижму, по которой в этом месте проходит граница с Нижегородской областью, ниже села Катни.

## Притоки

Юма (слева по центру) на схеме бассейна Вятки.

Основные притоки (место впадения от устья):
- Юмка (57 км), левый
- Свеча (54 км), правый
- Семеновка (52 км), левый
- Белая (48 км), правый
- Ацвеж (32 км), левый
- Долгая (26 км), левый
- Зарянка (16 км), правый.

## Данные водного реестра
По данным государственного водного реестра России относится к Камскому бассейновому округу, водохозяйственный участок реки — Вятка от города Котельнич до водомерного поста посёлка городского типа Аркуль, речной подбассейн реки — Вятка. Речной бассейн реки — Кама.
Код объекта в государственном водном реестре — 10010300412111100036566.